# Liste von Todesopfern der Pest
Den als Pest (im Spätmittelalter auch Schwarzer Tod genannt) bezeichneten Seuchen erlagen viele Millionen Menschen. Zu den Opfern dieser Krankheit zählen u. a.:

## Antike bis Spätantike
- Šuppiluliuma I., hethitischer Großkönig; † ca. 1320 v. Chr.
- Marc Aurel, römischer Kaiser; † 180 in Vindobona (heutiges Wien)
- Claudius Gothicus, römischer Kaiser; † 270 („Pest“?)
- Tribonianus, gest. 542, Jurist des Kaisers Justinian I. der auch erkrankte aber überlebte
- Pelagius II., Papst; † 590
- Giovanni Orseolo, Mitdoge von Venedig; † 1007

## 12. Jahrhundert
- Gottfried von Bouillon † 1100 (unterschiedliche Überlieferungen über die Todesursache)
- Friedrich V., Herzog von Schwaben. † 1191 Akkon (oder Malaria)

## 14. Jahrhundert
- Johannes Duns Scotus, Philosoph; † 1308 in Köln
- Johanna von Burgund, Gemahlin von König Philipp VI. von Frankreich; † 1348 oder 1349
- Eleonore von Portugal, Gemahlin von König Peter IV., „der Feierliche“ von Aragón; † 1348
- Joan of England, Tochter Edwards III. von England; † 1348
- Laura de Noves, mutmaßliche Muse von Petrarca; † 1348
- Jutta von Luxemburg, Kronprinzessin von Frankreich; † 1349
- Johanna II., Königin von Navarra; † 1349
- König Alfons XI. von Kastilien; † 1350
- Johannes IV. von Mul, Bischof von Lübeck, † 1350
- Simeon der Stolze, Großfürst von Wladimir-Moskau; † 1353 in Moskau
- Giovanni Dolfin, Doge von Venedig; † 1361
- Michele Morosini, Doge von Venedig; † 1382
- Anne von Böhmen, Gemahlin König Richards II. von England; † 1394

## 15. Jahrhundert
- Ulman Stromer, erster deutscher Papierfabrikant; † 1407 in Nürnberg
- Margarethe I., Königin von Dänemark, Norwegen und Schweden; † 1412 in Flensburg
- Jan Žižka, Heerführer der Hussiten; † 1424
- Eduard I., König von Portugal; † 1438
- Edzard Cirksena, Häuptling Ostfrieslands; † 1441 (starb einen Tag nach seiner Gemahlin Frouwe von Berum an der Pest)
- Ludwig I., Graf von Württemberg-Urach; † 1450
- Heinrich XVI., Herzog von Bayern-Landshut; † 1450
- Stefan Lochner, Maler; † 1451 in Köln
- Johann Hunyadi, ungarischer Nationalheld; † 1456
- Alfons V., König von Portugal; † 1481
- Giovanni Mocenigo, Doge von Venedig; † 1485

## 16. Jahrhundert
- Giorgione, italienischer Maler; † 1510 in Venedig
- Johann Wassenberch, Duisburger Geistlicher, Verfasser einer Chronik in Niederfränkischer Sprache, † 1517 in Duisburg
- Matthäus Schiner, Kardinal; † 1522 in Rom
- Konrad Grebel, Täufer; † 1527 im bündnerischen Maienfeld
- Andreas Bodenstein, Reformator; † 1541 in Basel
- Johannes Zwick, Reformator und Kirchenlieddichter; † 1542 in Bischofszell
- Hans Holbein der Jüngere, Maler; † 1543 in London
- Johannes Blasius, evangelischer Pfarrer und Reformator; † 1550 in Chur
- Sebastian Münster, Geograph und Kosmograph; † 1552 in Basel
- Johannes Comander, evangelischer Pfarrer und Reformator † 1557 in Chur
- Theodor Bibliander, reformierter Theologe; † 1564 in Zürich
- Christoph Froschauer, Buchdrucker; † 1564 in Zürich
- Bernardino Ochino, reformatorischer Theologe; † 1564 in Austerlitz
- Conrad Gessner, Arzt und Naturforscher; † 1565 in Zürich
- Philipp Gallicius, evangelischer Pfarrer, Kirchenlieddichter und Reformator; † 1566 in Chur
- Albrecht I. von Brandenburg-Ansbach, Herzog „in Preußen“; † 1568 auf Burg Tapiau; starb am selben Tag wie seine Gemahlin Anna Maria von Braunschweig-Calenberg-Göttingen
- Tobias Egli, evangelischer Pfarrer; † 1574 in Chur
- Tizian, italienischer Maler; † 1576 in Venedig möglicherweise im Alter von 99 Jahren
- Anna von Dänemark und Norwegen, Kurfürstin von Sachsen (Mutter Anna); † 1585
- Jean Bodin, französischer Staatsphilosoph und Hexentheoretiker; † 1596
- Peter Binsfeld, Weihbischof von Trier und Hexentheoretiker; † 1598
- Luís de Camões, portugiesischer Nationaldichter (Die Luisiaden);† 1580

## 17. Jahrhundert
- Bernhard Textor, Theologe; † 1602 in Dillenburg
- Johann Buxtorf der Ältere, Theologe; † 1629 in Basel
- Johannes Wolleb, Theologe; † 1629 in Basel
- Nicolò Contarini, Doge von Venedig; † 1631
- Friedrich V. (Pfalz), König von Böhmen und Kurfürst von der Pfalz; † 1632 in Mainz
- Friedrich Spee, Jesuit und Hexentheoretiker; † 1635 in Trier
- Wilhelm Schickhardt, Professor für biblische Sprachen, Astronomie und Mathematik, Konstrukteur der ersten mechanischen Rechenmaschine; † 1635 in Tübingen
- Julius Wilhelm Zincgref, deutscher Lyriker, Spruchdichter und Herausgeber; † 1635 in Sankt Goar
- Martin Opitz, Barockdichter; † 1639 in Danzig
- Johann Jakob Wolleb der Ältere, Organist; † 1667 in Basel
- Johann Heinrich Schmelzer, Komponist; † 1680 in Prag
- Die Ehefrau und der Sohn Johann Pachelbels starben in den 1680er Jahren
- Johann Georg III., Kurfürst von Sachsen; † 1691 in Tübingen an der Pest (oder Ruhr)
- Juana Inés de la Cruz, mexikanische Nonne und Dichterin; † 1695 in Mexiko-Stadt, nachdem sie sich als Krankenschwester infiziert hatte